# Dyscherus
Dyscherus is een geslacht van kevers uit de familie van de loopkevers (Carabidae). De wetenschappelijke naam van het geslacht is voor het eerst geldig gepubliceerd in 1855 door Chaudoir.

## Soorten
Het geslacht Dyscherus omvat de volgende soorten:
- Dyscherus ambondrombe Bulirsch; Janak & Moravec, 2005
- Dyscherus bongolavae Basilewsky, 1979
- Dyscherus costatus (Klug, 1833)
- Dyscherus descarpentriesi Basilewsky, 1976
- Dyscherus gigas Basilewsky, 1979
- Dyscherus janaki Bulirsch & Moravec, 2009
- Dyscherus mocquerysi Banninger, 1934
- Dyscherus occidentalis Basilewsky, 1976
- Dyscherus pauliani Basilewsky, 1976
- Dyscherus peyrierasi Basilewsky, 1976
- Dyscherus punctatostriatus Basilewsky, 1976
- Dyscherus sicardi Jeannel, 1946
- Dyscherus storthodontoides Banninger, 1935
- Dyscherus subgranulatus Basilewsky, 1954
- Dyscherus viettei Basilewsky, 1973